# بوستان قیطریه
بوستان قیطریه یکی از بوستان‌های شمال شهر تهران است که در محلهٔ قیطریه و در ناحیه هفتمنطقه ۱ شهرداری تهران واقع شده است.
این بوستان در شمال بزرگراه صدر و انتهای خیابان قیطریه واقع است و از شمال به فرمانیه، از جنوب به میدان پیروز و بزرگراه صدر، از شرق به چیذر و از غرب به قیطریه و خیابان شریعتی محدود می‌شود.

## تاریخچه

### پیشینه
بوستان قیطریه در گذشته باغی متعلق به خواهر تنی ناصرالدین‌شاه بوده است. به روایت تاریخ، میرزا تقی خان امیرکبیر ساختمانی که اکنون در ضلع شمال غربی پارک محل فرهنگسرا و کتابخانه پارک است را در آن احداث نمود. در ابتدا این باغ بافتی جنگلی داشت. در سال ۱۳۵۶ شهردار وقت تهران غلامرضا نیک‌پی که خود نوه دختری شاهزاده ظل‌السلطان فرزند ناصرالدین شاه بود، با وقف قسمتی از زمین‌های موروثی خود و خرید و تجمیع باقی‌مانده باغ که در دست ورثه صدیق‌الدوله، از نواده‌های قاجار و داماد میرزا علی‌اصغر اتابک بود (که به میرزا علی اصغر خوان آبدار هم معروف بود) باغ بزرگ قیطریه را به پارک تبدیل می‌کند. به همین دلیل است که پارک قیطریه هندسه نامنظمی دارد و مساحتی در حدود ۱۰۳٬۰۰۰ متر مربع دارد. فضای گل‌کاری و چمن‌کاری این بوستان در کنار انبوه درختان قدیمی جلوه خاصی به آن داده است. در سال ۱۳۵۶ بخش‌هایی از باغ قیطریه توسط وارثان آن در اختیار شهرداری تهران قرار داده شد تا به پارک تبدیل شود. در سال ۱۳۷۲ نیز بقیه محدوده این باغ به بوستان قیطریه اضافه و ساختمان آن بعد از مرمت و تغییر کاربری به فرهنگسرای ملل تبدیل شد.

### ساخت مسجد
در سال ۱۴۰۲ خبرهایی مبنی بر قصد شهرداری تهران برای ساخت یک مسجد در پارک قیطریه مطرح شد. این خبر با جنجال رسانه‌ای مواجه شد و مخالفان بسیاری داشت. برخی مدعی بودند که وجود میراث باستانی در این بنا، یکی از انگیزه‌های ساخت مسجد بوده و برخی ساخت مسجد در این بنا را به خاطر داشتن مسجدهای متعدد در منطقه، بی‌اساس می‌دانستند. همچنین درختان کهنسالی به دلیل ساخت مسجد قطع شدند. در نهایت ساخت مسجد در پارک قیطریه متوقف و منتفی شد.

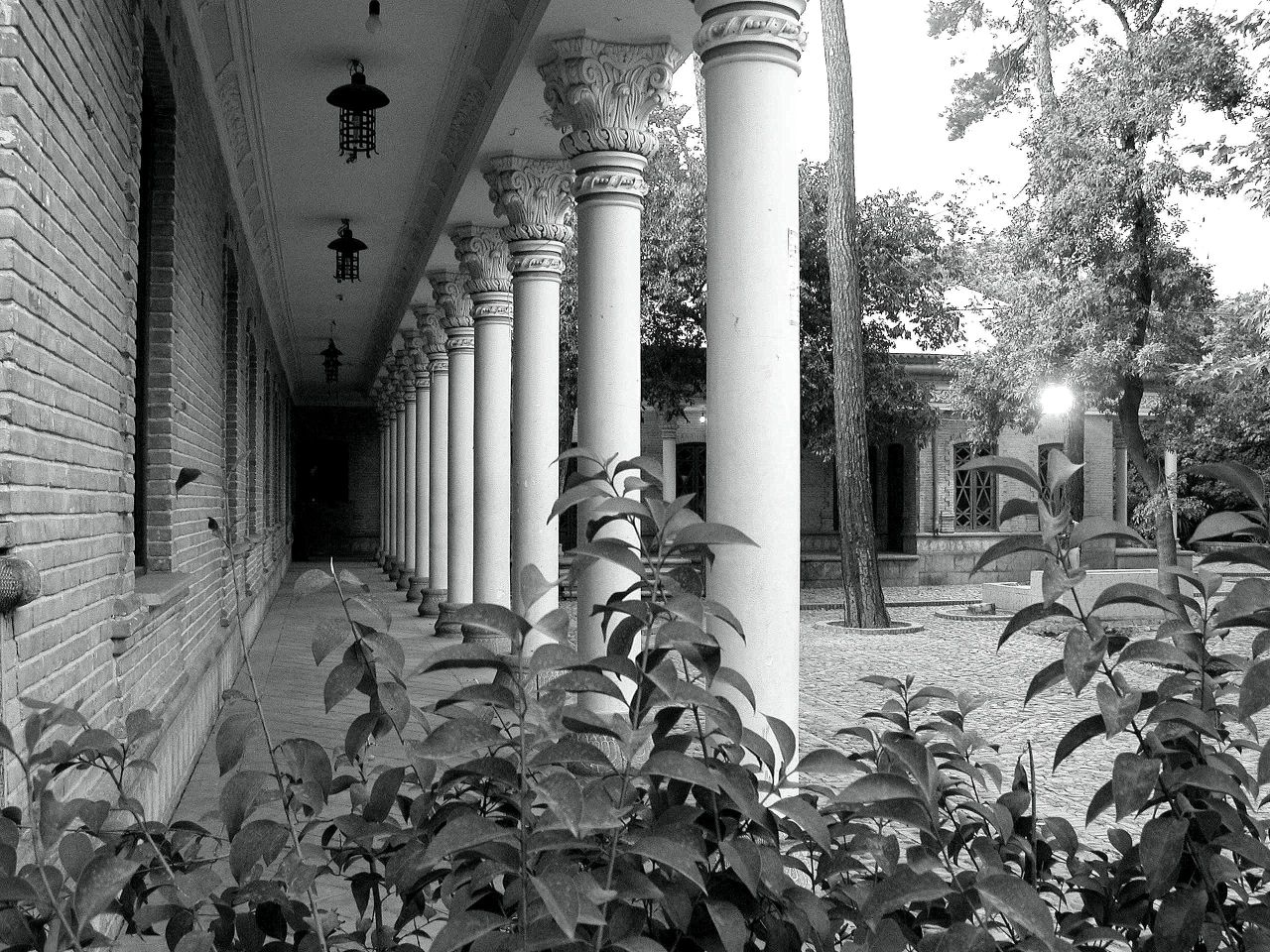
نمایی از بنای درون پارک

## مشخصات
استخر بوستان به شکل هندسی نامنظم است. از گونه‌های درختی پارک می‌توان از نارون، کاج، سرو نقره‌ای، زبان گنجشک، اقاقیا، بلوط، گردو، داغداغان، افرا، توت، بید مجنون، چنار، صنوبر، ماگنولیا، سدروس، کاج نوئل و درختچه‌هایی نظیر زالزالک، نرگس درختی، زرشک، سوداغ، بوداغ و گز در قسمت ورودی جنوبی بوستان نام برد.
در بخشی از پارک قیطریه آلاچیق‌هایی تعبیه شده‌اند که اهالی و عموم مردم می‌توانند در آن جمع شده و اوقات فراغت خود را بگذرانند. برنامه‌هایی مانند بازی‌های دسته جمعی میان اهالی رواج دارد و در بعضی از آلاچیق‌ها افرادی به بازی‌های گروهی می‌پردازند. در فصل بهار و پاییز این پارک زیبایی بسیاری دارد.
به دلیل راه‌های متعدد و تودرتو، این بوستان محل مناسبی برای ورزش‌های مختلف فراهم آورده است.

## امکانات
- فرهنگسرای ملل: فرهنگسرا ملل در محل کاخ قیطریه قرار دارد و از سال ۱۳۷۲ شروع به کار کرده است. این فرهنگسرا دارای فعالیت‌های آموزشی، هنری و امکاناتی چون کتابخانه و کلاس‌های آموزشی است.
- نگارخانه: نگارخانه ملل یا امیرکبیر محل برپایی نمایشگاه‌های خارجی و داخلی در پارک قیطریه است.
- امکانات تفریحی: سینما ۶ بعدی، زمین بازی کودکان، پیست اسکیت و آموزش اسکیت و وسایل ورزشی
- امکانات رفاهی: کافی‌شاپ، بوفه، نمازخانه، برکه، مخزن ذخیره آب، آلاچیق و سرویس بهداشتی
- دستگاه تغذیه حیوانات شهری: این دستگاه برای حیوانات در نظر گرفته شده و نحوه کار آن به این صورت است که با انداختن هر بطری خالی آب و مایعات به محلی که روی دستگاه مشخص شده، از طریق سنسور مقداری غذا در ظرف انتهای دستگاه وارد می‌شود.

### فرهنگسرای ملل و نگارخانه
فرهنگسرای ملل که در وسط بوستان زیبای قیطریه قرار دارد، از سال ۱۳۷۳ آغاز به کار کرده و به یک مرکز مهم فرهنگی، هنری و آموزشی برای ساکنان قیطریه تبدیل شده است. این مرکز دارای امکاناتی از قبیل کتابخانه، نگارخانه، سالن همایش و کلاسهای آموزشی مختلف است.
در این فرهنگسرا برنامه‌های مختلف و متنوعی از جمله برنامه‌هایی مرتبط با جشن‌ها و اعیاد ملی و مذهبی مانند شب یلدا و عید نوروز، هفته‌های فرهنگی کشورها و شهرهای مختلف، شعر خوانی، نقاشی و تئاتر کودک، آشنایی با شیوه صحیح تربیت فرزندان، نمایشگاه سه‌بعدی کودک، نقد و بررسی فیلم و کتاب و … برگزار می‌شود.
در کنار برنامه‌های فرهنگی، کلاس‌های آموزشی مانند آموزش پویانمایی، نویسندگی، قصه‌گویی، زبان انگلیسی، بازیگری، کارگردانی به کیفیت فعالیت‌های ارایه شده توسط این فرهنگسرا اضافه کرده است.
در نگارخانه ملل (امیرکبیر) نمایشگاه‌های خارجی و داخلی برگزار می‌شود که هدف از آن ارتباط با هنرمندان و نمایش آثار آنهاست. در سال ۱۳۷۹ فرهنگسرای ملل دچار آتش‌سوزی شد و پس از آن دوباره مورد بازسازی قرار گرفت و به‌شکل کنونی درآمد.

## مسیر دسترسی
- تاکسی: استفاده از تاکسی‌های چیذر یا میدان تجریش
- اتوبوس تندور: دسترسی با اتوبوس‌های تندرو از طریق ایستگاه متروی قیطریه
- خودروی شخصی: خیابان شریعتی، خیابان اندرزگو یا اتوبان صدر. خیابان‌های کتابی، ۳۵ متری قیطریه و مهرمحمدی جنوبی محل‌های مناسبی برای پارک خودرو هستند.
- با مترو: پیاده شدن در ایستگاه متروی قیطریه و پیاده‌روی نزدیک به ۲/۵ کیلومتر تا ورودی پارک یا با تاکسی یا اتوبوس